# Comunione degli Apostoli (Angelico)
La Comunione degli Apostoli è uno degli affreschi di Beato Angelico che decorano il convento di San Marco a Firenze. Misura 200x248 cm e si tratta di una delle opere sicuramente autografe del maestro, risalente al 1440-1442.

## Storia
L'Angelico si dedicò alla decorazione di San Marco su incarico di Cosimo de' Medici, tra il 1438 e il 1445, anno della sua partenza per Roma, per poi tornarvi negli anni 1450, quando completò alcuni affreschi e si dedicò alla statura di codici miniati per il convento stesso.
Molto si è scritto circa l'autografia dell'Angelico per un complesso di decorazioni di così ampia portata, realizzato in tempi relativamente brevi. Gli affreschi del piano terra vengono concordemente attribuiti all'Angelico, mentre più incerta e discussa è l'attribuzione dei quarantatré affreschi delle celle e dei tre dei corridoio del primo piano. Se i contemporanei come Giuliano Lapaccini attribuiscono tutti gli affreschi all'Angelico, oggi, per un mero calcolo pratico del tempo necessario a un individuo per portare a termine un'opera del genere e per studi stilistici che evidenziano tre o quattro mani diverse, si tende a attribuire all'Angelico l'intera sovrintendenza della decorazione ma l'autografia di solo un ristretto numero di affreschi, mentre i restanti si pensa che vennero dipinti su suo cartone o nel suo stile da allievi, tra cui Benozzo Gozzoli.
La Comunione degli Apostoli si trova nella cella 35 del corridoio Nord, lato interno, in una fila di celle dove molti furono i contributi degli assistenti, tra i quali è stato individuato in particolar modo il giovane Benozzo Gozzoli.

## Descrizione e stile
La scena è di dimensioni più grandi e di formato diverso dalle altre del ciclo, anche perché le celle su questa fila erano di dimensioni maggiori. La scena è ambientata in una stanza che ricorda il refettorio di un convento, con una decorazione quasi del tutto assente, data dalla fascia rossa al muro e dalle finestrelle ad arco che mostrano scorci esterni. A destra si trova, oltre un arco, una veduta del pozzo. Come nell'Annunciazione della cella 3 l'ambiente nudo e disadorno aumenta la percezione della luce e dello spazio.
Gli apostoli sono seduti in fila alla tavola di forma a "L", e quattro di loro, che stavano seduti sui panchetti anteriori, si sono inginocchiati e messi in disparte per facilitare la visione della scena. A sinistra si trova la Vergine Maria, pure inginocchiata. Notevole è la resa spaziale, con figure ben calibrate a seconda della distanza ideale. La scena trasmette un senso di immobilità, essendo essenzialmente destinata ad ispirare la meditazione e la preghiera. Questa nuova fase dell'arte dell'Angelico fu sicuramente influenzata dalla destinazione particolare degli ambienti, dove i monaci vivevano una vita fatta di contemplazione, preghiera e meditazione.
Le figure sono sobrie e semplificate, la gamma cromatica è delicata e tenue, ma con una gamma più bassa e spenta rispetto alle opere su tavola dell'angelico. In tale contesto la forte plasticità di forma e colore, derivata da Masaccio, crea per contrasto un senso di viva astrazione.